# Гринфельд, Эдуард Карлович
Эдуа́рд Ка́рлович Гри́нфельд (14 сентября 1904, Грудиновка, Быховский уезд, Могилёвская губерния — 2 января 1990, Ленинград) — советский энтомолог, специалист по перепончатокрылым. Внёс весомый вклад в развитие теоретических основ экологии опыления цветковых растений. Доктор биологических наук (1962), профессор Ленинградского университета.

## Биография
Родился 14 сентября 1904 года в латышской крестьянской семье в Могилёвской губернии. В 1924 году поступил на рабфак Ленинградского университета. В 1927 году становится студентом биологического отделения физико-математического факультета ЛГУ.В 1932 году зачислен в аспирантуру при кафедре энтомологии. Руководителем научной работы утверждён Борис Николаевич Шванвич. После окончания аспирантуры остаётся работать ассистентом на кафедре, где активно начинает заниматься преподавательской деятельностью. Читал курсы по сельскохозяйственной и лесной энтомологии и основы пчеловодства. В 1937 году подвергся репрессиям и был расстрелян отец Эдуарда Карловича. В 1938 защитил кандидатскую диссертацию на тему: Экология муравьёв заповедника «Лес на Ворскле» и его окрестностей. В период Великой Отечественной войны был мобилизован на фронт, участвовал в Битве на Курской дуге. В 1962 году за монографию «Происхождение антофилии у насекомых» получил степень доктора биологических наук. Умер в Ленинграде 2 января 1990. Похоронен на Большеохтинском кладбище Санкт-Петербурга.

## Научные достижения
Изучал видовой состав и особенности экологии насекомых заповедника «Лес на Ворскле», в частности провёл исследования по биотопическому распределению, термопреферендуму и микроклимату гнёзд муравьев и выявлял закономерности распределения и биоценотические связи насекомых дубовых лесов. Наибольшую известность Гринфельду принесли его работы по эволюции адаптаций насекомых к опылению цветковых растений. Предложил оригинальную концепцию происхождения и эволюции антофилии в которой развил представления о роли питания пыльцой или нектаром в историческом развитии насекомых. Сформулировал гипотезу происхождения и эволюции антофилии у различных групп насекомых, согласно которой первичным у антофильных насекомых было питание пыльцой, а на питание нектаром переходят более продвинутые группы опылителей. По мнению Гринфельда, связи между насекомыми и цветками растений формировались независимо у разных систематических групп участников этих взаимоотношений. Подтвердил правило постоянства посещения цветков насекомыми. Это правило заключается в том, что «насекомые посещают цветки одного и того же вида так долго, как только могут, прежде чем перейти к цветкам другого вида». Впервые доказал питание трипсов и сетчатокрылых пыльцой растений.Провёл наблюдения над опылением подсолнечника опылителями в ночное время. В круг опылителей в этот период входят чешуекрылые, в том числе и относящиеся к сельскохозяйственным вредителям, а также златоглазки, уховёртки и кузнечики. Разработал оригинальный метод сбора «химически чистой» пади тлей. Исследовал симбиоз муравьёв и тлей, а также влияние пади тлей на структуру экосистем. Установил связь между строением ног насекомых и их образом жизни и режимом питания. Выявил значение фотопериодической регуляции жизнедеятельности шмелей и ос-полистов. Доказал, что режим воспитания и характер ос-полистов зависит от интенсивности солнечного излучения.

## Избранные публикации
- Гринфельд Э. К. Опасный вредитель новозеландского льва // Советские субтропики : Журнал. — 1936. — Т. 10, № 26. — С. 44—48.
- Гринфельд Э. К. Воздействие муравьев на реакцию почв // Зоологический журнал : Журнал. — 1941. — Т. 20, № 1. — С. 100. — ISSN 0044-513.
- Гринфельд Э. К. Гормональные факторы выделения щёлка у дубового шелкопряда (Antheraea pernyi Guar) // Энтомологическое обозрение : Журнал. — 1950. — Т. 31, № 1—2. — С. 155—156. — ISSN 0367-1445.
- Гринфельд Э. К. Насекомые — опылители красного клевера. — Москва-Ленинград: Изд-во Академии наук СССР, 1954. — 56 с.
- Гринфельд Э. К. Питание цветочных мух Syrphidae (Diptera) и их роль в опылении растений // Энтомологическое обозрение : Журнал. — 1955. — Т. 34, № 1. — С. 164—166. — ISSN 0367-1445.
- Гринфельд Э. К. Значение ночнх насекомых в опылени подсолнечника // Агробиология : Журнал. — 1959. — Т. 4. — С. 634—635. — ISSN 0131-6397.
- Гринфельд Э. К. Происхождение антофилии у насекомых. — Ленинград: Изд-во Ленинградского университета, 1962. — 186 с.
- Гринфельд Э. К. Антофилия жуков (Coleoptera) и критика кантарофильной гипотезы // Энтомологическое обозрение : Журнал. — 1975. — Т. 54, № 3. — С. 507—514. — ISSN 0367-1445.
- Гринфельд Э. К. Происхождение антофилии у насекомых. — Ленинград: Изд-во Ленинградского университета, 1978. — 206 с.